# فروکافت تغییر فاز
فروکافت تغییر فاز یا PTC نوعی از فروکافت است که انتقال واکنشگر از یک فاز به فاز دیگر که در آن واکنش صورت می‌گیرد، را آسان می‌کند. فروکافت تغییر فاز قالب ویژه‌ای از فروکافت هتروژن است. واکنشگرهای یونی معمولاً در یک محلول آبی قابل حل اند اما در نبود فروکافت تغییر فاز در یک فاز آلی حل نشدنی‌اند. این فروکافت‌ها مانند یک شوینده مصنوعی برای انحلال پذیری نمک‌ها به فاز آلی عمل می‌کنند.
با بهره‌گیری از فروکافت تغییر فاز، واکنش‌هایی سریع تر، محصولات جانبی کمتر و تبدیلات بالاتری داریم همچنین نیاز به حلال‌های گران‌قیمت یا خطرناک که همهٔ واکنشگرها را در یک فاز حل کند دیگر به وجود نمی‌آید. استفاده از فروکافت تغییر فاز در شیمی سبز بسیار کاربرد دارد چون به جای استفاده از حلال‌های آلی از آب استفاده می‌کنیم.
برخلاف تصور بسیاری، فروکافت تغییر فاز تنها ویژهٔ واکنش‌های آب‌دوست یا آب‌گریز نیست بلکه در بسیاری واکنش‌های مایع/گاز و جامد/مایع نیز کاربرد دارد.